# Monaster Opieki Matki Bożej w Moskwie
Monaster Opieki Matki Bożej – stauropigialny prawosławny klasztor w Moskwie, założony w 1635 jako męski. Zlikwidowany po rewolucji październikowej, został reaktywowany w 1995 jako żeński.
Monaster został założony w 1635 przez cara Michała I, który w wymienionym roku przekazał ziemię poza ówczesnymi granicami Moskwy na budowę klasztoru. Nie wiadomo jednak, czy rozpoczęła się ona jeszcze za jego życia. Środki na rzecz powstającego monasteru przekazywał również jego następca Aleksy I Romanow. W 1680 monaster został filią klasztoru Zaikonospasskiego w Moskwie, którą pozostawał do 1731. Z 1679 pochodzi wzmianka o pierwszym przełożonym monasteru, ihumenie Stefanie. Według opisu z 1763 główną świątynią klasztoru był kamienny, pięciokopułowy sobór Wszystkich Świętych. W jego wnętrzu znajdował się czterorzędowy ikonostas. Oprócz soboru w monasterze funkcjonowała cerkiew Opieki Matki Bożej, osobnym budynkiem była dzwonnica. Przełożony klasztoru zamieszkiwał w odrębnym, drewnianym obiekcie, na potrzeby mnichów funkcjonował jednopiętrowy budynek mieszkalny z celami. Całość otaczał mur z czterema basztami w narożnikach.
W 1763 w klasztorze zamieszkiwało sześciu mnichów. Monaster w 1720 otrzymał ziemię od cara Piotra I, jednak jego dochody były niewystarczające dla dokonywania remontów obiektów klasztornych. Z tego powodu w końcu XVIII w. rozebrano nadwątlony mur obronny, odbudowany w 1799 dzięki darom kupca Mieszczaninowi. W 1792 i 1806 rozebrano natomiast będące w złym stanie dwie najstarsze świątynie monasterskie. W tym czasie istniała już nowa klasztorna cerkiew Wszystkich Świętych, poświęcona w 1772. W 1810 poświęcono drugą świątynię, Opieki Matki Bożej. Monaster ucierpiał w czasie pożaru Moskwy w 1812 i był remontowany w ciągu kolejnych trzynastu lat. W tym okresie zamieszkiwało go dziewięciu mnichów. W latach 30. i 40. XIX w. klasztor otoczono nowym murem obronnym, zbudowano również przestronniejsze budynki mieszkalne dla mnichów i rozbudowano główny sobór.  Monaster funkcjonował do 1929, gdy został zamknięty przez władze stalinowskie. Jego ostatni przełożony, archimandryta Beniamin został aresztowany.
Do reaktywacji klasztoru doszło dopiero w 1995, na mocy decyzji patriarchy moskiewskiego i całej Rusi Aleksego II. W monasterze zamieszkała wspólnota żeńska pod kierownictwem ihumeni Teofanii (Miskiny). W ramach kompleksu budynków klasztornych działają następujące świątynie:
- cerkiew Zmartwychwstania Pańskiego
- cerkiew Opieki Matki Bożej
- cerkiew św. Matrony Moskiewskiej

W monasterze przechowywane są relikwie św. Matrony Moskiewskiej.